# شورش حمزه آذرک
شورش حمزه آذرک، شورشی بود که به رهبری حمزه آذرک در سال ۱۷۹ قمری (دوران خلافت هارون‌الرشید) آغاز و تا زمان مرگ وی (زمان مأمون) ادامه یافت.

## شرح واقعه
حمزه آذرک، دهقانی ایرانی بود که نسبش به زوطهماسب می‌رسید و یکی از یاران حضین خارجی بود که پس از مرگ خضین با کشتن یکی از کارگزاران عباسی، به مرتبه و شهرت والایی دست یافت و با جمع‌آوری گروهی از خوارج سیستان و حجاز در سال۱۷۹ قمری، علم شورش برافراشت. وی که از فرقه‌های عجارده بود، نبرد با قدرت حاکم ظالم و سلطان جابر و عاملین وی را واجب می‌دانست و به کشتن آن‌ها می‌پرداخت و حتی از کشتن کودکان آن‌ها نیز ابایی نداشت. به دنبال این ماجرا، عاملان خلیفه در صدد مبارزه با وی برآمدند.
در سال ۱۸۲ قمری، سپاهی به فرماندهی علی بن عیسی بن ماهان عازم سرکوب حمزه شد ولی نبردی به شدت شکست خورد و تلفات سنگینی بر لشکرش وارد شد و خود نیز به خراسان گریخت و در نتیجه خوارج توانستند شهرهای بادغیس، پوشنگ، هرات و ترشیز را غارت کرده و بیهق را برای یک هفته صحنه تاخت‌وتاز خود قرار دهند. علی بن عیسی بن ماهان که توان مقابله با شورش حمزه نداشت، نامه‌ای برای هارون الرشید فرستاد تا وی را از عاجز بود عاملانش در سرکوب آگاه کند؛ بنابراین هارون متقاعد شد که درصدد سرکوب حمزه برآید پس هنگامی که در گرگان بود، نامه‌ای تطمیع‌کننده و تهدیدآمیز به حمزه نوشت و از وی خواست تا مطابق احکام قرآن و سنت پیامبر عمل کند و از کشتن عاملین و کارگزاران وی بپرهیزد.
اما چون حمزه از کل بنیاد خلافت عباسی رو قبول نداشت و آن را ظالمانه و غاصبانه می‌دانست، در جوابیه‌ای صلاحیت دینی و اخلاقی هارون را برای جانشینی پیامبر منکر شد و برای تحقیر وی، خود را عبدالله و امیرالمؤمنین معرفی کرد. به دنبال ارسال این نامه‌های بی‌نتیجه، هارون آماده جنگ با خوارج به رهبری حمزه آذرک در خراسان شد اما بیماری شدیدی وی را فراگرفت و بعد از مدتی از دنیا رفت. اما حمزه همچنان به قتل و تهاجم ادامه داد تا سرانجام در سال ۲۱۳ (خلافت مأمون) از دنیا رفت.

## آثار و نتایج شورش
1. غارت و چپاول شهرهای آباد خراسان، سیستان و کرمان
2. قتل تعداد زیادی از کارگزاران عباسی
3. عدم قدرت عاملان خلیفه در جمع‌آوری مالیات در نتیجه کم شدن درآمد خلافت از بخش شرقی عالم اسلام
4. قدرت گرفتن خوارج در مناطق شرقی.